# Eric Kressnig
Eric Kressnig (* 1973 in Klagenfurt) ist ein österreichischer Künstler.

## Werdegang
Er lebt und arbeitet in Wien.
Von 1996 bis 2001 studierte Kressnig an der Akademie der bildenden Künste in Wien bei Gunter Damisch.

## Werkschaffen
In seinen Arbeiten kombiniert er Malerei, Objekt und Installation. Dabei etabliert der Künstler ein eigenes System, welches seiner eigenen, bestimmten Logik folgt. Er verwendet und kombiniert unterschiedliche Materialien wie Holz, Metall, Acryl, Leinwand und bedient sich einer reduzierten Form- und Farbsprache. Die Stellung der Objektelemente zueinander schafft eine Relation, bei der das Motiv der Verschiebung, der minimalen Abweichung und der Brechung zum System wird.

## Ausstellungen(Auswahl)
- 2003: Eric Kressnig Alte Schmiede Wien
- 2008: K08 Emanzipation und Konfrontation – Werner Berg Museum Bleiburg
- 2009: Socha A Objekt XIV. Bratislava
- 2011: Streng Geometrisch MMKK Klagenfurt
- 2012: Eric Kressnig Jesuitenfoyer Wien
- 2013: Vienna Calling 2. Malerei Biennale Zagreb
- 2014: Die Zukunft der Malerei Sammlung Essl Klosterneuburg
- 2014: Eric Kressnig raumimpuls Waidhofen/Ybbs
- 2015: Danube Dialogues Novi Sad Serbien
- 2015: Eric Kressnig Kunst.Volksbank.Kärnten Klagenfurt
- 2016: Eric Kressnig Barockschlössl Mistelbach
- 2017: geometrie imprecise Palazzo Ducale Mantova Italien
- 2017: Schräg bis vertikal arlberg1800 St. Christoph am Arlberg
- 2018: Poetiken des Konkreten Vasarely Museum Budapest
- 2018: Umrahmung schräg gekippt – Sammlung Liaunig Neuhaus/Suha
- 2018: hashtag KRESSNIG Bildrecht Wien
- 2019: Beuys Kressnig Spemann... und ihre Skulpturen Kunsthaus Wiesbaden
- 2020: ABSTRAKT. Geometrie + Konzept MMKK Klagenfurt
- 2020: o.t. Sammlung Liaunig Neuhaus/Suha
- 2020: Trivium-tri poti-drei Wege Hemmaberg | sv. hemi
- 2020: Eric Kressnig Kunst am Roten Teppich Landhaus Klagenfurt
- 2021: Eric Kressnig Messende Körper-Testünk a mérce Csikász-Galerie Arthouse Veszprém
- 2023: Eric Kressnig Museum Moderner Kunst Kärnten Klagenfurt

## Veröffentlichungen
- Eric Kressnig Hrsg. Christine Wetzlinger-Grundnig / Museum Moderner Kunst Kärnten / Verlag Johannes Heyn, Klagenfurt, 2023 ISBN 978-3-7084-0690-9
- COFFEIN CONVERSATIONES AD LIBET Hrsg. Kressnig / Penker Forum Stadtpark Graz 2021, ISBN 978-3-901109-67-6
- hashtag KRESSNIG Hrsg. Eric Kressnig Wien 2018, ISBN 978-3-200-05855-2
- Eric Kressnig – Case Studies, 2012, Ritter Verlag, Klagenfurt, ISBN 978-3-85415-486-0